# ایدنس
آینس (به هلندی: Edens) یک منطقهٔ مسکونی در هلند است که در لیتنسرادیل واقع شده‌است. آینس ۳۲ نفر جمعیت دارد.